# Alfonso I. d’Este

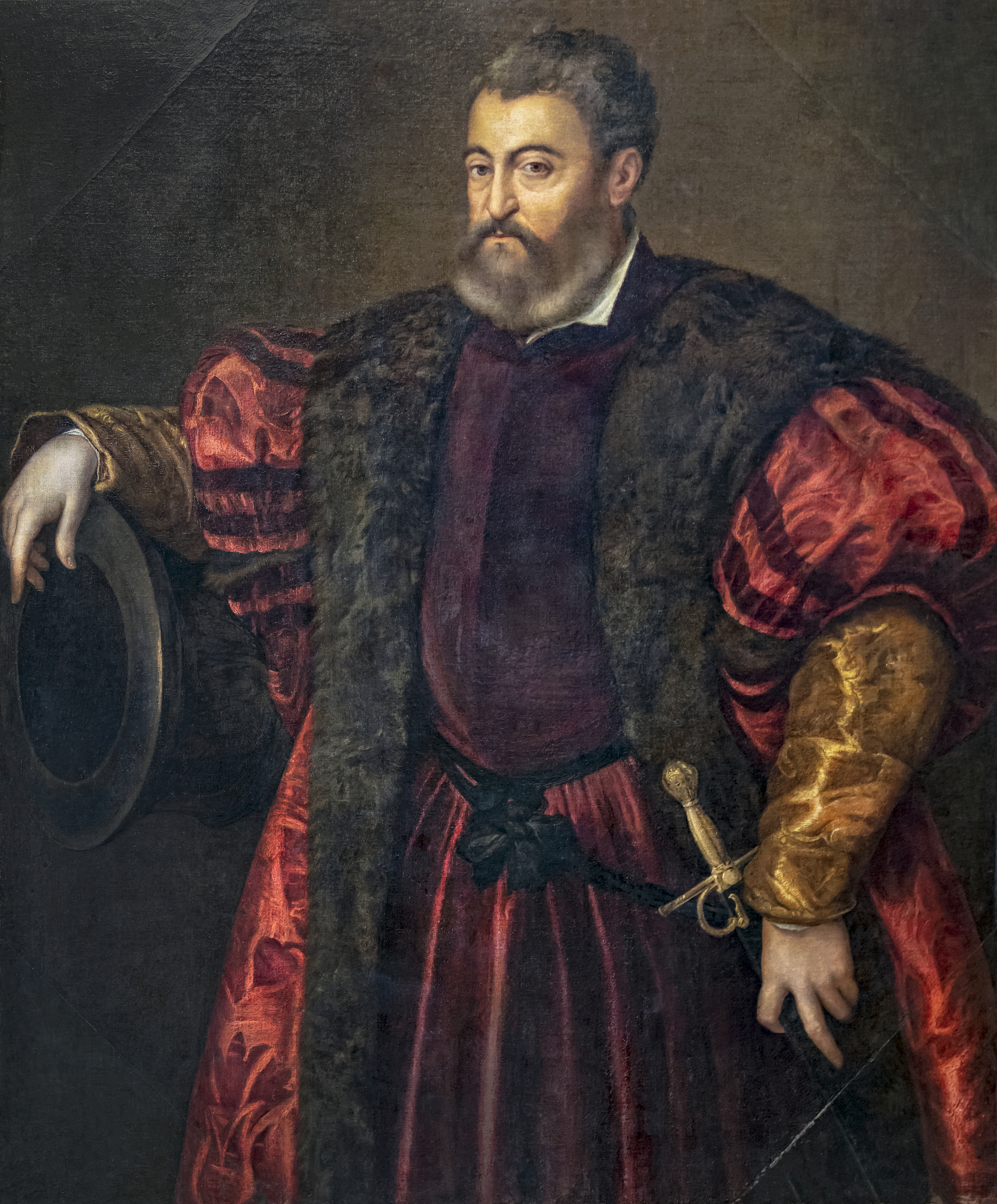
Tizian, Alfonso I. d’Este, Fondation Bemberg

Alfonso I. d’Este (* 21. Juli 1476 in Ferrara; † 31. Oktober 1534 ebenda) regierte vom 15. Juni 1505 bis zum 31. Oktober 1534 als dritter Herzog von Ferrara, Modena und Reggio aus dem Hause Este. Er erwies sich in politisch unruhigen Zeiten als bedeutender Staatsmann und Feldherr und als einer der großzügigsten Mäzene der Renaissance.

## Herkunft
Er war der älteste Sohn des Herzogs Ercole I. d’Este von Ferrara, Modena und Reggio aus dessen Ehe mit Eleonora von Aragón, der Tochter von König Fernando I. von Neapel und seiner Ehefrau, Isabella di Chiaramonte (1450–1493). Alfonso wurde am 15. Juni 1505 dessen Nachfolger. Er war der Bruder Isabellas (1474–1539), Beatrices (1475–1497) und Ippolitos I. d’Este (1479–1520).

## Leben und Wirken
Alfonso I. behauptete in einer Zeit der Italienischen Kriege die Unabhängigkeit seines Fürstentums, insbesondere gegenüber Venedig und dem Heiligen Stuhl. Das Herzogtum Ferrara war ein päpstliches Lehen, weshalb Alfonso wiederholt als Kommandeur der päpstlichen Truppen diente, z. B. gegen Venedig im Krieg der Liga von Cambrai. Als Feldherr stützte er sich dabei auf ein schlagkräftiges, mit modernen Feuerwaffen ausgerüstetes Heer. 1510 nutzte Papst Julius II. aber auch die Chance, exkommunizierte Alfonso I. und zog das Lehen ein. In der Schlacht von Ravenna konnte Alfonso I. allerdings mit den verbündeten Franzosen das päpstliche Heer besiegen und gelangte so – in einer Zeit wechselnder Bündnisse – wiederum in die Position des Kommandeurs der päpstlichen Truppen. 
Trotz bzw. abseits der zahlreichen Kämpfe wurde seine Residenz in Ferrara zu einem kulturellen Zentrum. Die Universität der Stadt baute er zu einer der führenden Lehranstalten Italiens aus. Unter anderem förderte Alfonso I. Tizian und Ludovico Ariosto.
Sein Charakter wird als sadistisch beschrieben; so hat er beispielsweise absichtlich auf dem Hauptplatz von Ferrara einen wilden Stier auf eine Menschenmenge hetzen lassen, wobei es zu mehreren Toten kam.

## Ehen und Nachkommen
Alfonso heiratete am 12. Januar 1491 oder nach anderen Quellen am 12. Februar 1491 Anna Sforza (1473–1497), eine Tochter Galeazzo Maria Sforzas, des Herzogs von Mailand, die an der Geburt ihres ersten Kindes, eines Sohnes, starb. Das Neugeborene starb kurze Zeit später. Am 2. Februar 1502 heiratete er Lucrezia Borgia (1480–1519), Tochter Papst Alexanders VI. und Schwester Cesare Borgias. Sie ist die Mutter der meisten seiner Kinder und auch sie starb im Kindbett.
1. Tochter, totgeboren 5. September 1502[4]
2. Alessandro (* 19. September 1505, † 14. Oktober 1505)
3. Ercole II. d’Este (* 4. April 1508, † 3. Oktober 1559), Herzog 1534 ⚭ 1528 Renée de France (1510–1574) Tochter des Königs Ludwig XII.[5][6]
4. Ippolito II. d’Este (* 25. August 1509, † 2. Dezember 1572), Kardinal 1538[7][8]
5. Alessandro d’Este (* April 1514, † 10. Juli 1516)[9]
6. Eleonora d’Este (* 4. Juli 1515, † 1575), Nonne[10][11]
7. Francesco d’Este (* 1. November 1516, † 22. Februar 1578) Fürst von Massa ⚭ 1540 Maria di Cardona († 1563) (Haus Folch de Cardona)[12][13]
8. Isabella Maria (geboren und gestorben am 14. Juni 1519)[14]

Seine dritte Ehe schloss Alfonso I., um zwei uneheliche Kinder zu legitimieren. Ihre Mutter hieß Laura Dianti († 1573) und war jahrelang seine Geliebte.
- Alfonsino d’Este († 1547), Markgraf von Castelnuovo
- Alfonso d’Este (1527–1587), Markgraf von Montecchio 1534 ⚭ 1) 1549 Giulia della Rovere († 1563), Tochter des Herzogs von Urbino Francesco Maria I. della Rovere, ⚭ 2) 1584 Violanta Signa (1546–1609)

Dieser Versuch der Legitimation wurde jedoch vom Papst nicht anerkannt. Als Alfonso II. d’Este, der Enkel Alfonsos I., 1597 kinderlos starb, nahm Papst Clemens VIII. die uneheliche Geburt seines Onkels Alfonso d’Este, des Markgrafen von Montecchio, zum Anlass, seinem Sohn Cesare d’Este den päpstlichen Teil des Erbes, Ferrara, zu verweigern. Cesare verzichtete 1598 und der Papst gliederte das Gebiet dem Kirchenstaat ein.

## Kunst
Alfonso war ein großer Förderer der Künste. 1514 malte Giovanni Bellini für ihn sein letztes vollendetes Gemälde Das Fest der Götter. Er gab bei Tizian einen Bilderzyklus in Auftrag und errichtete ein Kunstkabinett in seinem camerino d'alabastro.